# Burnhaupt-le-Bas
Burnhaupt-le-Bas (en alsacià Neederburnhaipt) és un municipi francès, situat a la regió del Gran Est, al departament de l'Alt Rin. L'any 2004 tenia 1.277 habitants. Cernay és a 11 km, Thann a 15 km, Masevaux a 16 km, Mülhausen a 16 km i Altkirch a 14 km.

## Demografia
| 1962 | 1968 | 1975 | 1982 | 1990  | 1999  |
| ---- | ---- | ---- | ---- | ----- | ----- |
| 759  | 778  | 870  | 894  | 1.018 | 1.187 |

## Administració
| Període   | Identitat     | Partit |
| --------- | ------------- | ------ |
| 2001-2005 | Marthe Bitsch |        |
| 2005-     | André Hirth   |        |